# Andrew J. Davis
Andrew J. Davis (1819-1890) était un commerçant, industriel et juge américain qui a fait fortune dans la vente de matériels et d'alcool aux orpailleurs, puis dans la spéculation immobilière et l'exploitation de l'argent-métal à Butte (Montana).

## Biographie
Né à Wilbraham, dans le Massachusetts en 1819, dans une famille de 13 enfants, Andrew J. Davis est le fils d'Asa Davis, un émigrant du Pays de Galles mort alors que son dernier fils n'a que 18 ans. Employé très jeune dans un magasin de Boston, il part dans l'Indiana comme vendeur ambulant, puis dans l'Ohio et le Mississippi, passe un an à Nashville (Tennessee), avant de s'établir en 1838 dans l'Iowa. Il est le fondateur en 1848 du parc industriel d'Iowaville sur la rivière Des Moines, baptisé "Black Hawk City", alors que le village ne compte qu'une cinquantaine de maisons. Le parc est centré sur une scierie mue par l'énergie hydraulique, puis une distillerie, à partir de laquelle il part vendre de l'alcool aux orpailleurs du Montana, où il arrive en 1864. Il crée une raffinerie de métaux à Helena (Montana) en 1870, qui sert aussi de base pour réparer les équipements des autres.
Lors de la Panique du 18 septembre 1873 et des difficultés de la Northern Pacific Railway, il rachète des terres un peu partout pour une bouchée de pain. Il a aussi acheté la mine d'or et d'argent de Lexington dans les années 1870, qui lui rapporte 300 000 dollars en 1877, puis y affronté une grève en 1878. En 1877, il s'associe à Samuel Hauser pour créer la "First National Bank" de Butte (Montana), un village créé par des orpailleurs en 1867. Il a formellement acheté les mines d'Atlantic et Lexington en 1878, puis la Transit Addition en 1888. D'autres aventuriers achètent alors des concessions dans le secteur: en 1882, le juge John Forbis achète celle d'Eveline Lode et en 1883 trois mineurs – John Ducie, William Stark et Thomas Wall – acquièrent celle de Venus Lode.
En 1881, il revend une partie de la mine de Lexington au français Georges de la Bouglise, qui devient l'actionnaire et président de la Société anonyme des mines de Lexington, contrôlée par un groupe de français. il obtient en échange un million de dollars au comptant et 2 millions de dollars en action de la nouvelle société, sous forme de 15 % du capital, qui est alors considérablement augmenté. Avec l'argent obtenu, il prend des parts dans la création de la « First National Bank » d'Helena (Montana) dont il devient le seul actionnaire en 1882. Il est également actionnaire d'autres mines du secteur, lorsque les investisseurs de Boston s'y intéressent, dans les années 1880, la « Parrott Mine », et la "Butte and Boston Consolidated Mining Company", dont il a acquis la moitié du capital, payé en papier par l'échange de concessions qu'il avait acquises.